# 石だん (映画)
映画「石だん」（いしだん）は、2021年製作・公開の日本映画。岡山県倉敷市児島を舞台に、歌手になりたいという女子高校生が自分の夢を叶えたいという想いと母との葛藤の時、偶然出会った人から学んだ生きるということや夢のことを再考し、自分の夢を実現する為に歩んでいく姿を描くと共に舞台となる児島八十八ヶ所というものの存在を知って欲しいという想いを表現した映画となっている。監督は「月曜日だけ映画監督」の桑田浩一、同監督にとってかみいさん!、ももの姫伝説Shimotsuiに続き3作目の作品となる。初回の上映は2021年4月18日倉敷市児島ジーンズホールで行なわれた。映画タイトルは「児島八十八ヶ所」に注目して欲しいと願う映画監督のイメージする寺の境内にある「石だん」でもあり人が夢や目標に向かって進む姿を表現したものである。2022年6月22～26日にドイツで開催の「第23回ハンブルク日本映画祭（JFFH2022）」で上映される招待作品に出品され、観客賞及び審査員賞にノミネートされる。
2022年11月26日、岡山市立オリエント美術館で開催された郷土に根差した映画作品を厳選し上映する「岡山映画祭2022」（同映画祭実行委員会主催）において当作品が上映された。
　

## 制作の背景
人口減少が進む倉敷市児島を活気づけたいという思いと後世に児島の風景や文化や歴史が伝わるように、更に児島八十八ヶ所があるということを映画を通じて知ってもらいたいという気持ちがある。　

## あらすじ
歌手になりたいという夢を持つ女子高校生が自分のお母さんに歌手になりたいということを反対され学校の不良グループと付き合い憂さを晴らすようになり悩みあがいている時に知り合った中年男性との出会いがその流れを大きく変えていくことになる。その男性と児島八十八ヶ所を一緒にお遍路をする中で男性が余命宣告を受けるガンであることを知ってしまうが、夢を追い求めることが大切だということを伝える映画となっている。

## キャスト
- 木村なつき（主役＝女子高校生）：福井柑奈
- 片山勤（水島コンビナートで働く独身中年男性）：大滝明利
- 木村吾朗（なつきの父、開業医）：竹本真之
- 木村みどり（なつきの母、専業主婦）：田島千絵
- なつき（幼少期）：與曽井美希
- 片山俊三（勤の父）：髙谷明宏
- 片山ともよ：Yoshimi
- 片山勤（幼少期）：西山隼斗
- 古仙：河島洋三
- 安楽院住職：紀伊了杜
- 般若院住職：井上忠彦
- 吉塔寺住職役：金本保孝
- 老婆：森サトノ
- 葬儀参列者１：額田信一
- 葬儀参列者２：中室敦美
- 葬儀参列者３：檀上充恵
- 桑田プロダクション社長役：播州一
- 審査委員長役：小野久仁子
- 審査員役：ウワサ乃タカシ
- 審査員役：やすきまゆみ
- オーディションを受ける人：岡本真由子
- 片山が道をたずねる住人：国枝基広
- ラジオコメンテーター男声：古閑俊行
- 児島小町マリ：青木ありあ
- 児島小町ミキ：岡山歌っ子すずちゃん
- 舞台監督役：白川雄也
- 不良役：須田さくら、雪月桃杏、内海歩夢、矢定亜理、山崎若菜、岡山の愛ちゃん、中村有喜、芦田大河、Tokkey

### 特別出演
- マネージャー役：相田翔吾
- 桑原里美： 星光子

## スタッフ
- 監督・脚本：桑田浩一
- 撮影監督：渡邊 豊
- 編集：釜野陽介
- 録音：山地英明、六車隆範
- 音楽：Yoshimi with sp
- 制作主任：岡本真由子
- 制作：宮元すなお、宮元順美
- ヘアーメイク：岡野英子
- ドローン撮影：井上忠彦
- 広告制作：WebSupport
- ポスタースチール：片山千永子
- 題字：通生山般若院 本山瑞峰

- 後援：児島商工会議所、NPO法人鷲羽山の景観を考える会、山陽新聞社、中国銀行、岡山県フィルムコミッション協議会、唐琴自治会、倉敷王子ライオンズクラブ
- 衣装協力：明石スクールユニフォームカンパニー、(有)セービングフジワラ石材工房、BLUE SAKURA、Rita project
- 協力スタッフ：丹下佳昭

- 製作委員会：映画石だん製作実行委員会

## 製作・上映
- 2020年8月、出演者オーディション
- 2020年11月15日～23日、撮影
- 2021年4月18日(日)、倉敷市児島ジーンズホールで上映
- 2021年6月20日(日)、岡山県玉野市築港で上映
- 2021年7月18日(日)、広島県福山駅前シネマモードで上映
- 2022年6月23日(木)※日本時間　第23回ハンブルク日本映画祭（JFFH2022）で上映　81本中5本に選出　観客賞及び審査員賞にノミネート
- 2022年11月26日(土)、岡山市立オリエント美術館で上映[9]
- 2023年5月21日(日) 児島八十八ヶ所映画祭音楽祭

## 主題歌
- RIMULU.(リムル)「見えない明日へ」
  - 作詞・作曲：鈴木 星河、watari.(rap)、Taku3i

## 劇伴・挿入歌
- 劇伴 : Yoshimi with sp
- 挿入歌 : 
  - Yoshimi with sp「はじまりの詩」/作詞・作曲：Yoshimi
  - まゆ「私らしく」

## ロケ地
岡山県倉敷市児島地域、児島八十ハヶ所霊場
倉敷市、玉野市、岡山市、NEW Bonds 庵(IORI)バス、児島公園、サンレモン、ゆるびの舎、垣内商店、とらやあんころ、片山住建、GallopHair(ギャロップヘアー)